# ミカドバト
ミカドバト （学名：Ducula aenea）は、ハト目ハト科に分類される鳥類の一種。